# Delilah (utwór muzyczny Florence + The Machine)
Delilah – piosenka angielskiej grupy Florence + the Machine i czwarty singel promujący trzeci album pt. How Big, How Blue, How Beautiful. Singel ukazał się w listopadzie 2015 nakładem Island Records.

## Lista utworów

### Wersja radiowa
| 1. | "Delilah" (Radio Edit) | 3:39  |
|    |                        |       |
|    |                        | 03:39 |
|    |                        |       |

### Wersja z remiksami (GalantisRemix)
| 1. | "Delilah" (Galantis Remix)              | 5:39  |
|    |                                         |       |
| 2. | "Delilah" (Galantis Remix / Radio Edit) | 4:13  |
|    |                                         |       |
|    |                                         | 09:52 |
|    |                                         |       |

## Notowania

### Świat
- Australia: 41
- Belgia: 21
- Francja: 89

### Media polskie
- Lista Przebojów Trójki: 24[2]